# 曹紅波
曹紅波，男丶中華人民共和國政治丶軍事人物，武警少將
中國共產黨員丶中共十九大代表 

歷任武警部隊政治部組織部部長丶江蘇省武警總隊政委。